# Chiesa di Santa Maria del Regno
Nostra Sennora 'e su Rennu (Santa Maria del Regno) è una chiesa romanica della Sardegna, fu la cappella palatina dei giudici di Torres. Attualmente è la parrocchiale del piccolo comune di Ardara, in provincia di Sassari. 

## Storia
La cappella palatina di Santa Maria del Regno fu eretta, insieme al castello di Ardara (all'epoca capitale del giudicato di Torres) nell'XI secolo per volontà di Giorgia, sorella di Gonnario Comita, giudice di Torres e Arborea. La chiesa, dove prestarono giuramento e trovarono sepoltura diversi giudici turritani, fu consacrata nel 1107. Santa Maria del Regno, nel suo ruolo di cappella palatina, è citata nel Libellus Judicum Turritanorum, documento in volgare logudorese redatto nel XIII secolo.

## Descrizione

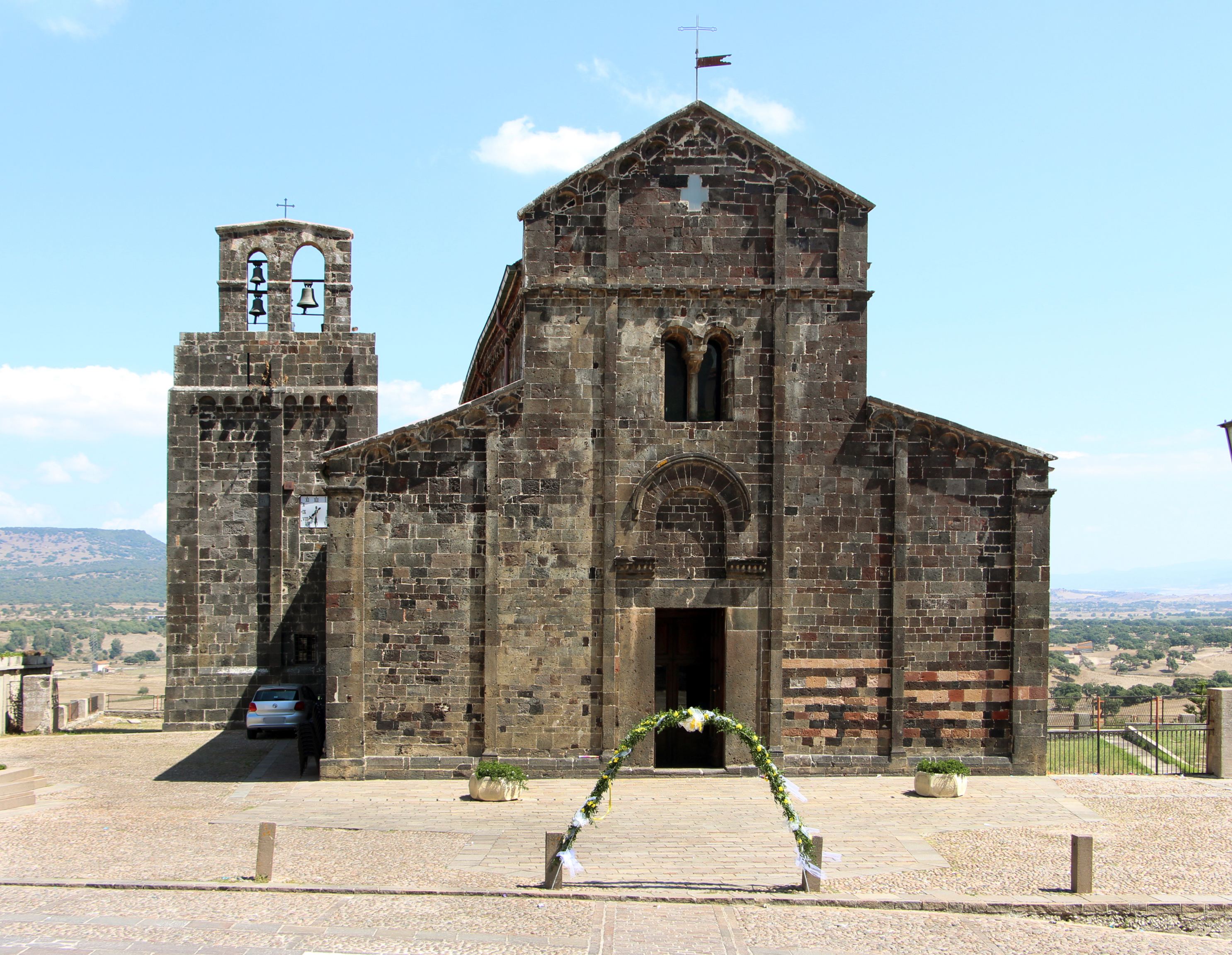
Facciata

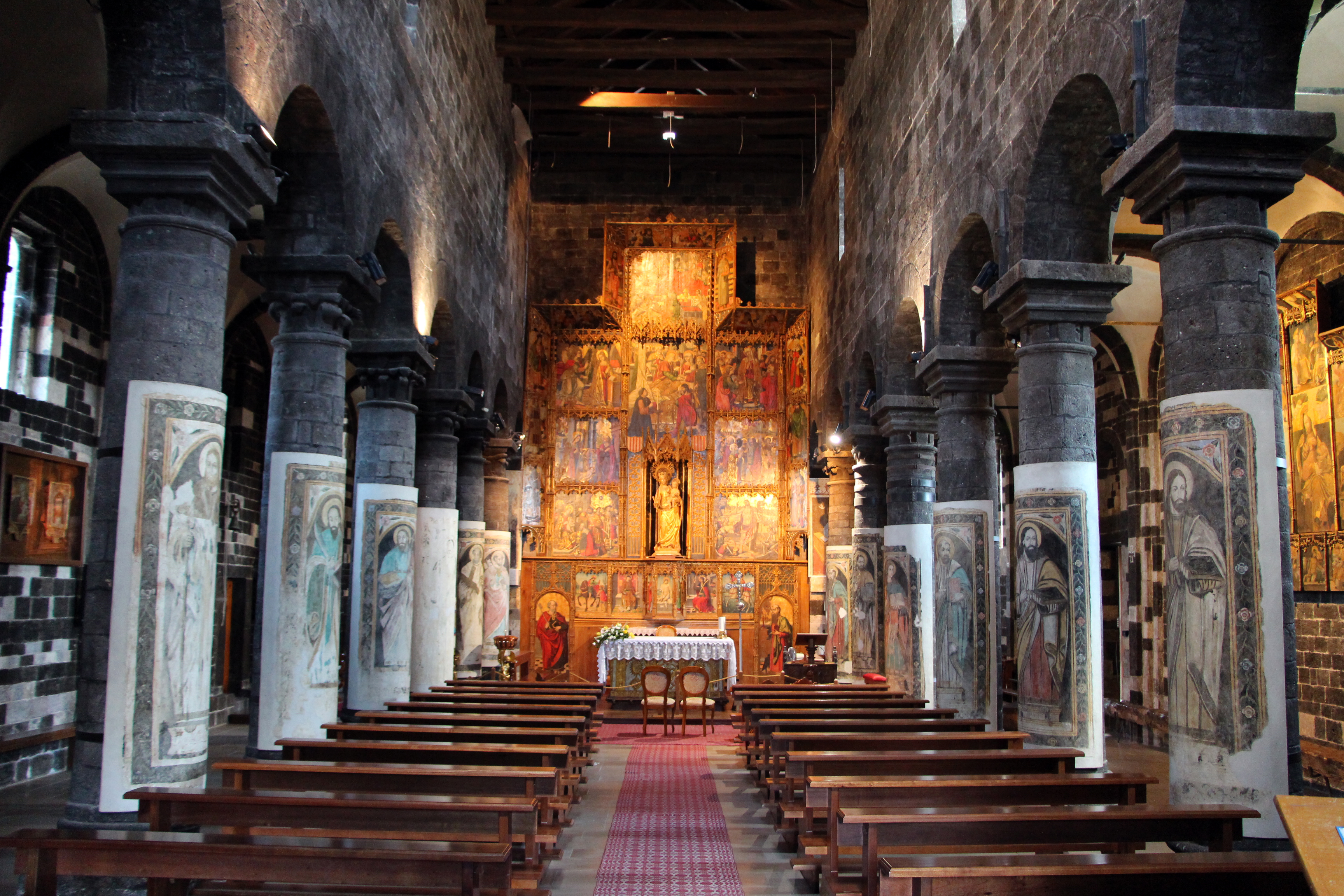
Interno: davanti all'altare maggiore è stata individuata la tomba della regina Adelasia

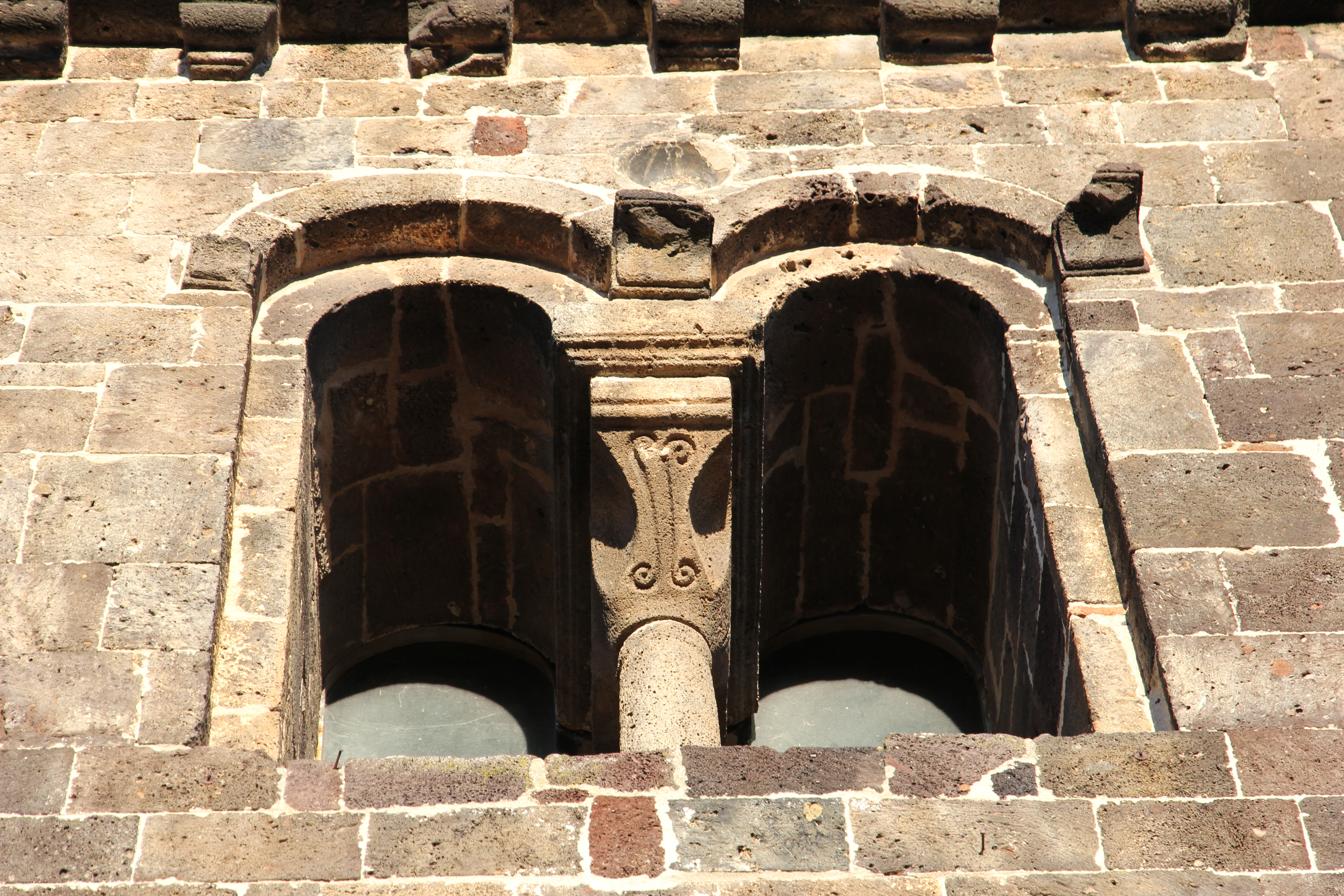
Bifora sulla facciata

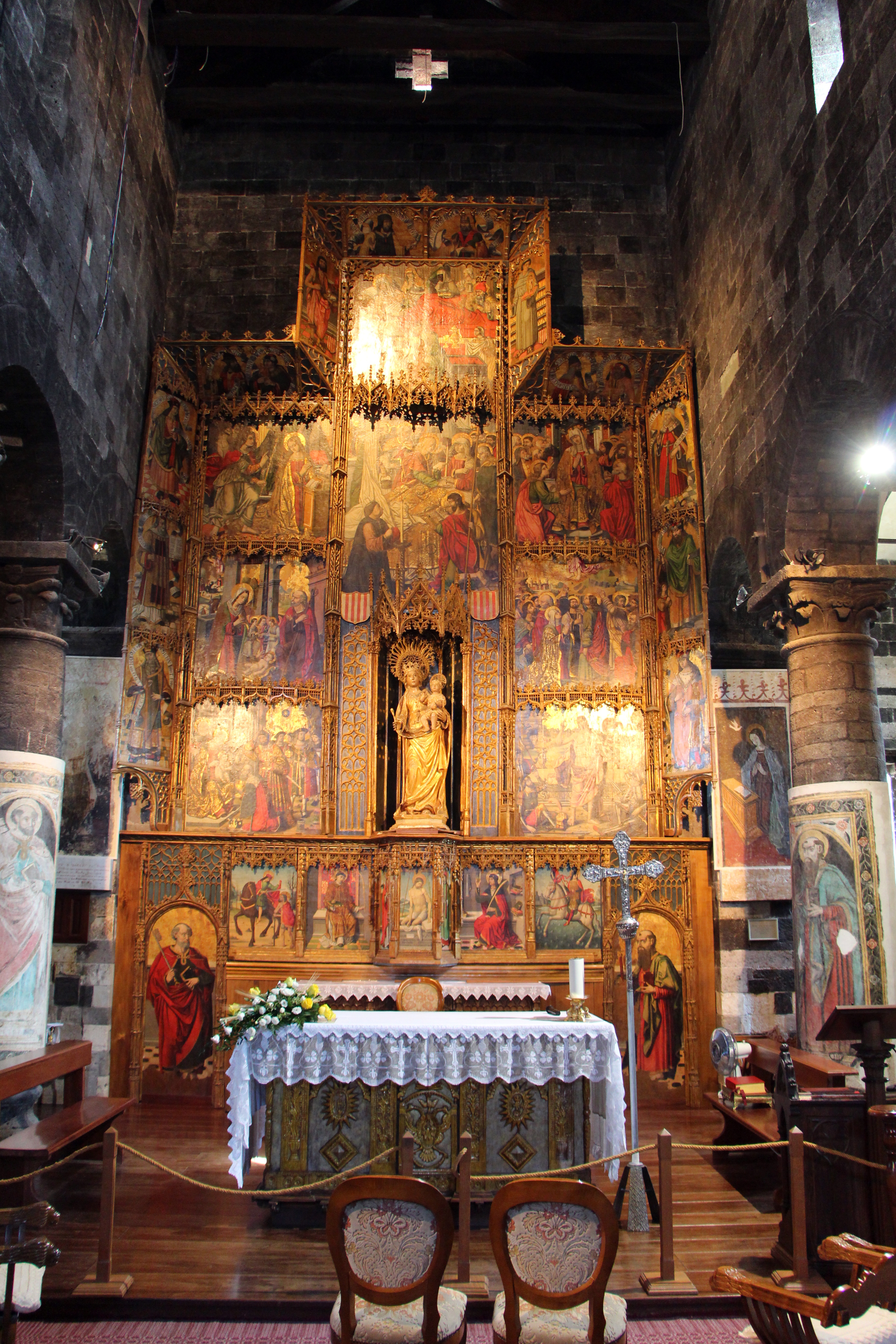
Retablo Maggiore di Santa Maria del Regno di Ardara del 1515, attribuito a Giovanni Muru (predella) e al maiorchino Martin Torner (parte alta)

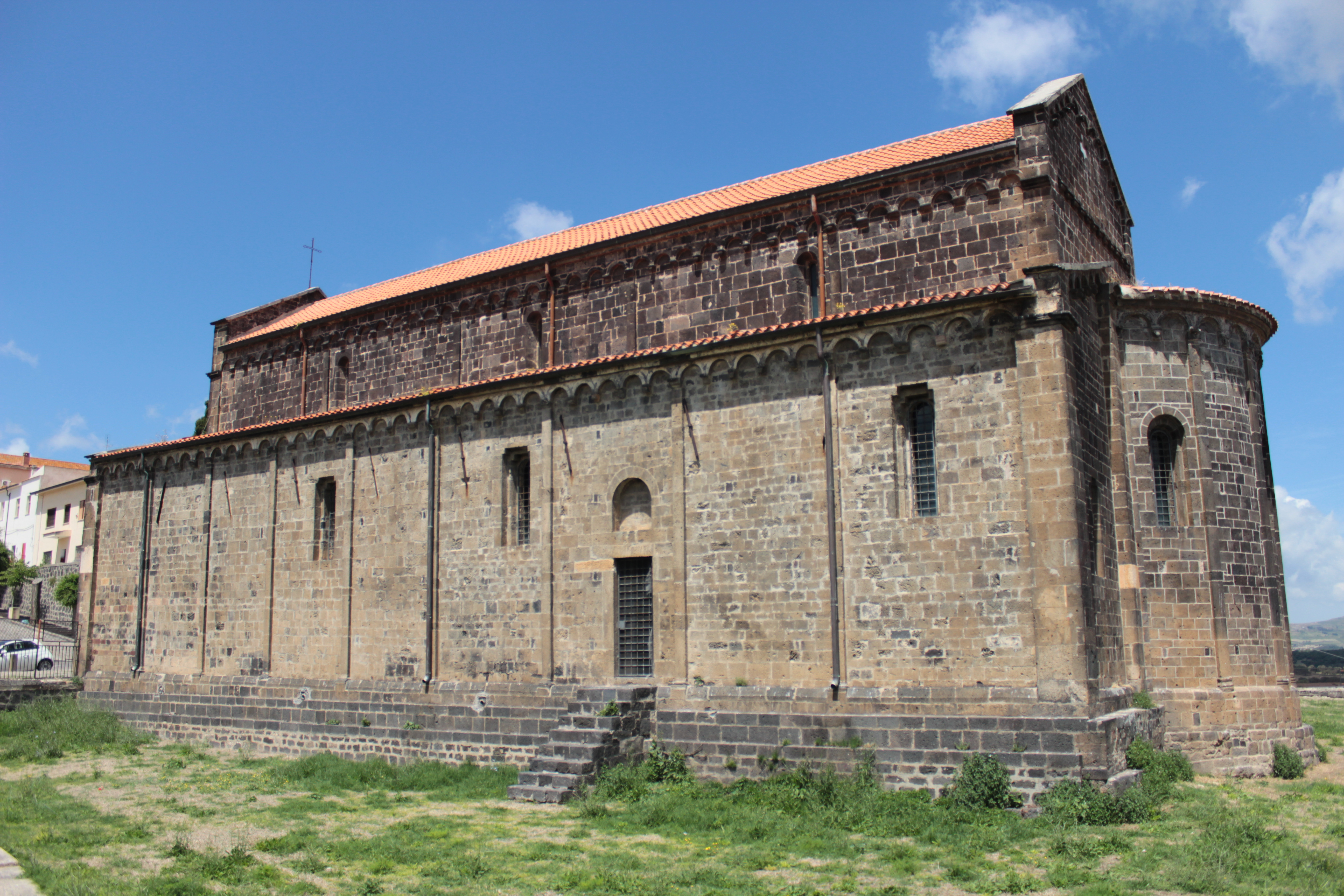
Fianco destro

La chiesa venne edificata in trachite ferrigna ad opera di maestranze pisane. La facciata è divisa in cinque specchi e presenta un coronamento a salienti. Al centro si trova il portale architravato e con arco di scarico a tutto sesto, sormontato da una bifora. L'intero paramento esterno dell'edificio è scandito da lesene e decorato da archetti pensili. Sul lato sinistro dell'edificio si affianca ciò che resta della torre campanaria, a canna quadra, attualmente mozza.
L'interno, a pianta rettangolare, è diviso in tre navate tramite due serie di colonne, che sostengono archi a tutto sesto su capitelli scolpiti a motivi floreali. La copertura della navata centrale è a capriate lignee, mentre le navate laterali, divise in campate, presentano coperture a crociera. La vista dell'abside  semicircolare è impedita dall'imponente retablo Maggiore, il più grande polittico cinquecentesco in Sardegna, che si staglia dietro l'altare. L'opera, alta circa dieci metri e larga sei, si compone di trentuno tavole dipinte, separate da intagli di legno dorato. Le tavole mostrano le rappresentazioni di diversi profeti e santi, oltre alle vicende della vita di Maria. Al centro del retablo, entro una preziosa nicchia, è collocata la statua lignea di Nostra Signora del Regno, in cui la Madonna, che tiene in braccio il bambino Gesù, appare rivestita delle insegne regali (corona e scettro). Il polittico è corredato da un'iscrizione, sulla predella, in cui è nominato l'autore, Giovanni Muru, e l'anno di esecuzione, il 1515. Da un'altra iscrizione si evince il nome del committente, Joan Cataholo, canonico di San Pietro di Sorres nel 1489 e arciprete della cattedrale di Sant'Antioco di Bisarcio nel 1503.
All'interno della chiesa si possono ammirare il retablo minore, opera della stessa scuola del retablo Maggiore, oltre ad una serie di dipinti, risalenti al XVII secolo, addossati alle colonne, raffiguranti alcuni apostoli e altri santi. Infine il pulpito in legno intagliato e l'epigrafe, copia probabilmente duecentesca dell'originale, a ricordo della consacrazione del tempio, avvenuta il 7 maggio 1107. 
Qui fu celebrato, nel 1238 il matrimonio di Adelasia di Torres con Enzo di Svevia: recenti ricerche avrebbero individuato la tomba della giudicessa ai piedi dell'altare maggiore. Secondo la tradizione Adelasia, che spesso aveva soggiornato nel palazzo giudicale di Ardara, morì intorno al 1259 nel castello di Burgos, dove si era ritirata.